# For Those in Peril (film, 1944)
Pour les articles homonymes, voir For Those in Peril (film, 2013).
Pour plus de détails, voir Fiche technique et Distribution.
For Those in Peril est un film de guerre britannique produit par Ealing Studios, réalisé par Charles Crichton et sorti en 1944.
Le film a été développé à partir d'une nouvelle de Richard Hillary, un pilote de la RAF tué au combat en janvier 1943. Le scénario de base, relativement léger, de For Those in Peril était une fin pour produire un film avec une sensation documentaire et un élément de propagande de guerre. Le film met en vedette Ralph Michael et David Farrar.
Le titre est tiré de l'hymne maritime Eternal Father, Strong to Save : Oh hear us when we pray to thee, for those in peril on the sea.

## Synopsis
Pendant la Seconde Guerre mondiale, un pilote de chasse saute en parachute au-dessus de la Manche. Perdu dans la vaste mer, il flotte. Les observateurs sur la côte des falaises blanches de Douvres estiment qu'il est trop tard. Il est mort.
Rawlings (Ralph Michael), aspirant pilote de la RAF, n'a pas réussi à suivre la formation de pilote et accepte à contrecœur l'alternative de rejoindre l'équipage du Launch 183 (que l'équipage appelle Sally), une embarcation de sauvetage air-mer commandée par le lieutenant d'aviation Murray (David Farrar). Rawlings est d'abord plein de ressentiment et ennuyé par la vie apparente banale et peu excitante, jusqu'à ce que le navire soit appelé pour sauver les trois hommes d'équipage d'un bombardier de la RAF abattu au milieu de la Manche, et qui sont dans le brouillard sur un petit canot pneumatique. Les trois survivants aperçoivent un chalutier allemand, le Konigin, et tiennent à ne pas être vus. Le brouillard se dissipe et les trois hommes envoient un cerf-volant et sont repérés par un hydravion Supermarine Walrus. Ils essaient de l'avertir de ne pas atterrir car il y a des mines dans l'eau, mais les hommes sortent eux-mêmes du champ de mines.
Quand les deux vedettes (les LGV 134 et 183) repèrent les hommes, le chalutier allemand réapparaît. Il est doté d'un canon monté à l'avant et une bataille s'engage et la LGV 134 est touchée. Un plus gros navire de guerre, le RML 529, arrive et fournit suffisamment de puissance de feu pour effrayer les Allemands. La 183 sauve les hommes et prend la 134 en remorque.
Après avoir accompli le sauvetage, le bateau se heurte à un champ de mines ennemi et est également attaqué par des chasseurs allemands. Lorsque Murray est tué, Rawlings prend le navire en charge. La 134 est en difficulté si tout l'équipage est transféré sur la 183. Le RML 518 les escorte.

## Fiche technique
- Titre original : For Those in Peril
- Réalisation : Charles Crichton
- Scénario : Harry Watt, J.O.C. Orton, T. E. B. Clarke, d'après une nouvelle de Richard Hillary
- Photographie : Ernest Palmer, Douglas Slocombe
- Montage : Erik Cripps
- Effets spéciaux : Roy Kellino, Lionel Banes
- Musique : Gordon Jacob
- Producteur : Michael Balcon
- Pays de production : Royaume-Uni
- Langue originale : anglais
- Format : noir et blanc
- Genre : guerre
- Durée : 67 minutes
- Dates de sortie :   
  - Grande-Bretagne : 30 mars 1944 (Londres)

## Distribution
- David Farrar : Flt.Lt. Murray
- Ralph Michael : P / O Rawlings
- Robert Wyndham : Sqd.Ldr Leverett
- John Slater : A / C 1. Wilkie
- Robert Griffith : Coxswain
- John Batten : Wireless Officer
- William Rodwell : Air Gunner
- Tony Bazell : Lt. Overton, R.N. (as Anthony Bazell)
- Leslie Clarke : A / C1. Pearson
- Peter Arne : Junior officer ()
- Anthony Bushell : (non crédité)
- Lyn Evans : Station Porter (non crédité)
- Robert Moore : RAF Officer (non crédité)
- John Rae : Fisherman (non crédité)
- James Robertson Justice : Operations Room Officer (non crédité)
- David Wallbridge : Boy (non crédité)

## Production

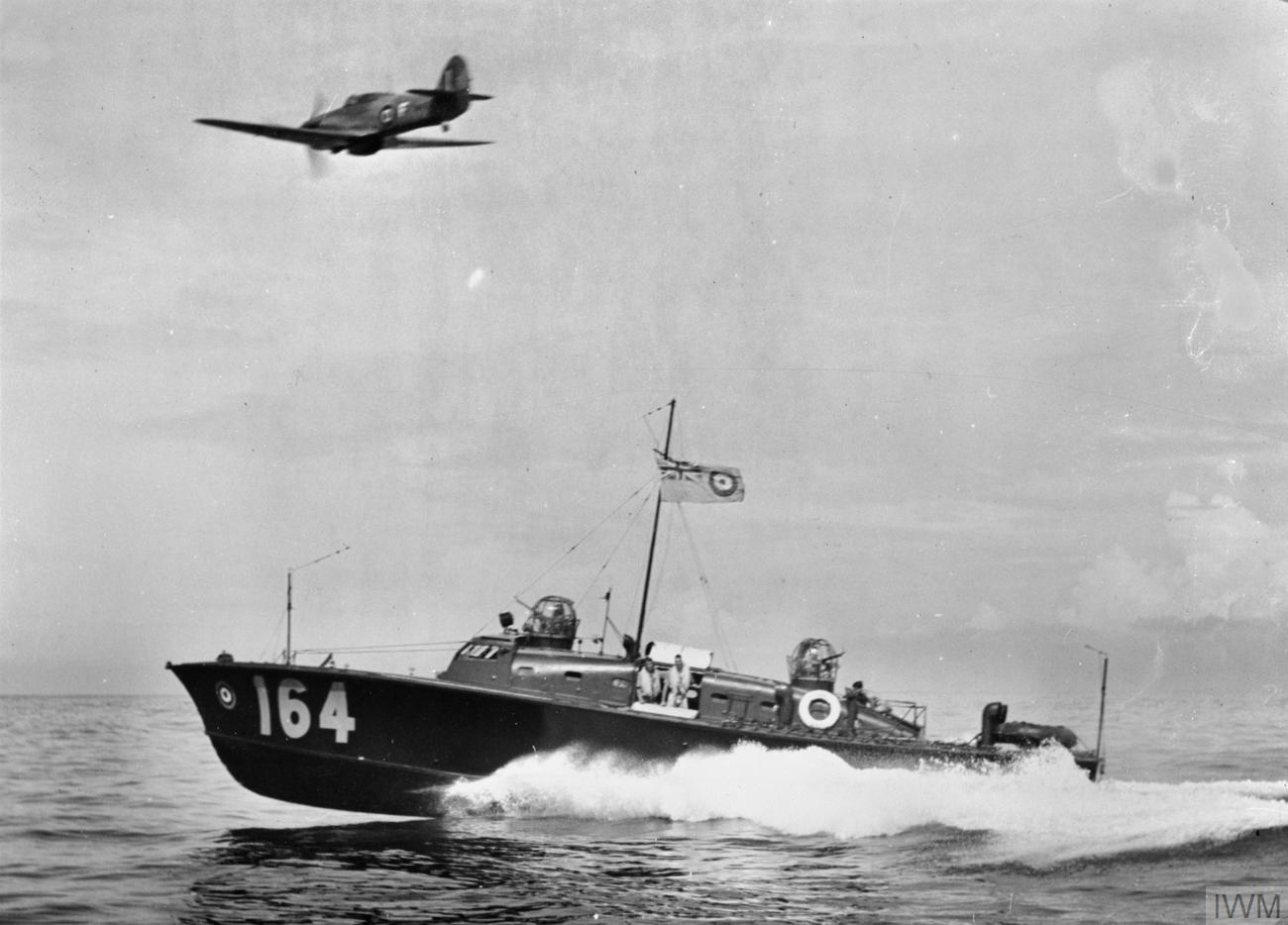
Bateau du service de sauvetage en mer (Air Sea Rescue Unit).

For These in Peril a été conçu pour faire connaître une unité méconnue de la Royal Air Force, l'Air Sea Rescue Unit, créée en 1941 pour sauver les personnes en détresse en mer, en particulier les aviateurs abattus ou contraints à l'amerrissage forcé. En commun avec plusieurs autres films liés à la guerre réalisés par Ealing à cette époque, l'intrigue est subordonnée au message de propagande ; les noms d'acteurs n'étaient généralement pas utilisés et de véritables marins figuraient dans les scènes d'action.
Le tournage en extérieur a eu lieu principalement dans la zone autour du port de Newhaven dans le Sussex, les séquences de la Manche étant tournées au large de la côte du Sussex. Crichton a rappelé plus tard : « (Ma) première image... était une image de propagande intitulée Pour ceux en péril où nous nous sommes précipités autour de la Manche dans des bateaux à moteur à grande vitesse, des bateaux qui ont été utilisés pour recueillir des aviateurs dont l'avion s'est écrasé, etc. C'est une chose horrible à dire, mais c'était très excitant ».
La photographie principale a eu lieu au milieu de 1943 dans les studios d'Ealing et sur place, avec la participation de l'Amirauté et de la Royal Navy. Des chalutiers armés et d'autres embarcations auxiliaires du Royal Navy Patrol Service (RNPS), ainsi que des embarcations côtières de la Royal Navy (bateaux à moteur et torpilleurs) du HMS Aggressive ont été mis à disposition. Un avion de sauvetage air-mer Supermarine Walrus de la Royal Air Force de l'unité n° 28 Air Sea Rescue et un bombardier Douglas DB-7 Boston ont également servis au tournage.

## Réception
For These in Peril est l'une des rares productions britanniques sorties en 1944-1945. Son style semi-documentaire convenait à son rôle de film de propagande. L'historien du cinéma George Perry considère ce film comme le plus proche du "réalisme documentaire que Charles Crichton ait jamais eu au cours de sa longue carrière à Ealing".